# Lincolnmonumentet

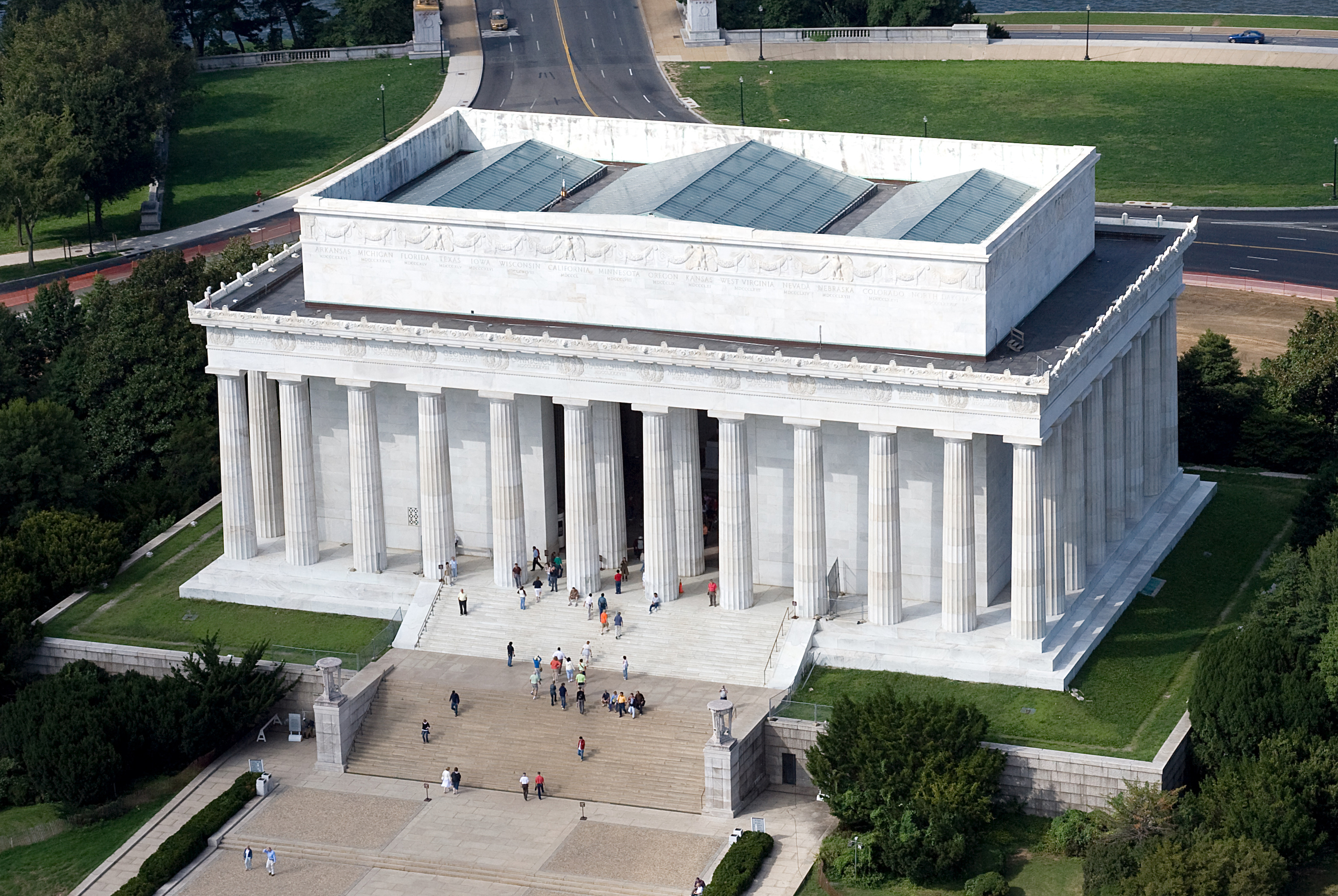
Lincolnmonumentet.

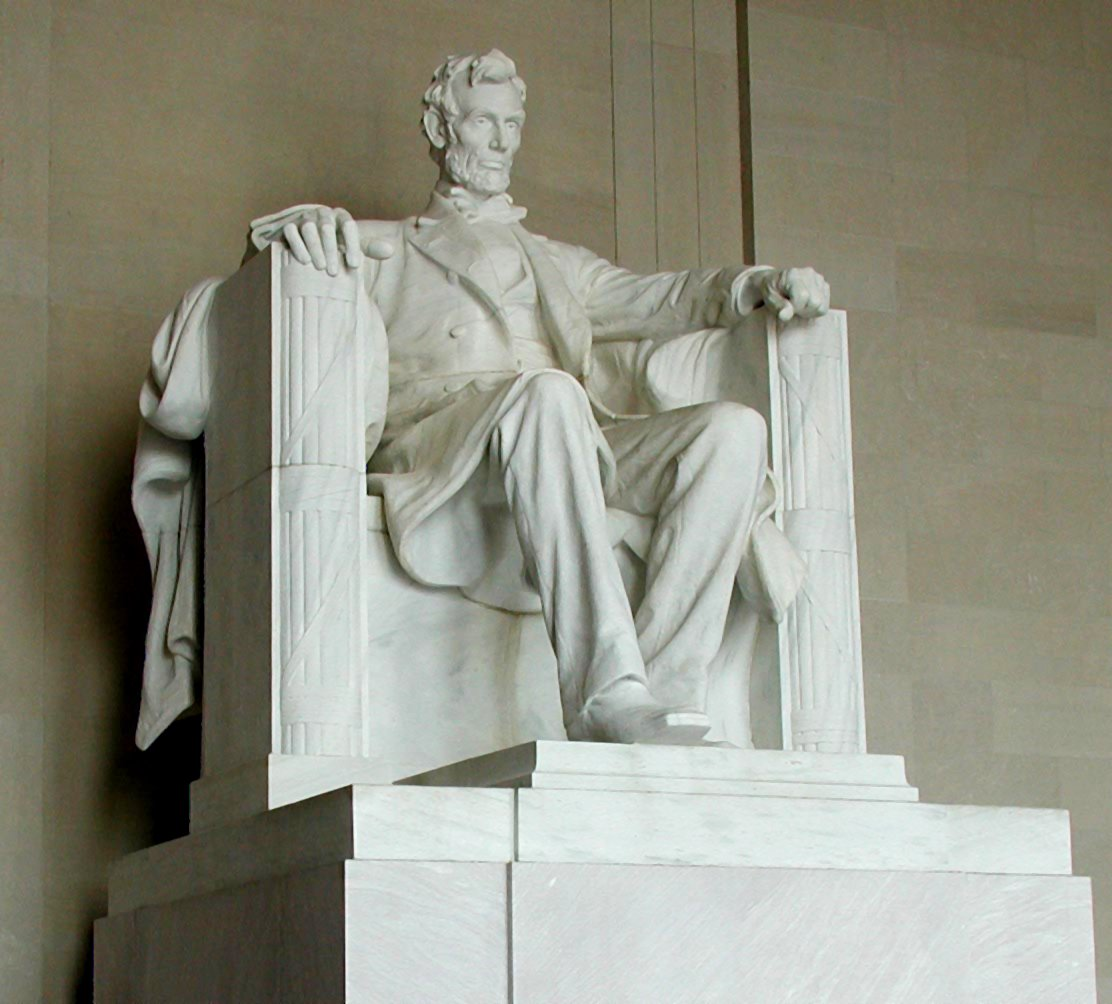
Lincolnstatyn.

Lincolnmonumentet, Lincoln Memorial, är ett nationellt minnesmärke i den västra delen av National Mall vid Potomacfloden i Washington D.C., USA. Det uppfördes 1915–1922 och är ett doriskt marmortempel med en jättestaty till minne av USA:s president Abraham Lincoln.
Monumentet förvaltas av National Park Service.

## I Have a Dream
Monumentet var platsen för Martin Luther Kings berömda tal i samband med marschen till Washington för arbete och frihet den 28 augusti 1963. På 100-årsdagen för slaveriets avskaffande i USA yttrade han bland annat de berömda orden, "I have a dream…".